# Berotha indica
Berotha indica là một loài côn trùng trong họ Berothidae thuộc bộ Neuroptera. Loài này được Brauer miêu tả năm 1865.